# Lycorina inareolata
Lycorina inareolata là một loài tò vò trong họ Ichneumonidae.